# Bernard Guetta
Bernard Guetta (Boulogne-Billancourt, 1951. január 28. –) francia újságíró és politikus, külpolitikai szakértő, 2019 óta európai parlamenti képviselő. 

## Életrajz
1951. január 28-án született Boulogne-Billancourt-ban. Házas, két gyermek apja. Natalie Guetta színésznőnek édes-, David Guetta zenei producernek és house-DJ-nek pedig féltestvére. Tanulmányait a párizsi Centre de formation des journalistes-ban (CFJ) végezte. 

### Újságíró karrier[3]
- 1979–1990: Újságíró a Le Monde-nál. Bécsi, varsói és washingtoni tudósító, 1987 és 1990 között moszkvai tudósító.
- 1991–1993: az Expansion főszerkesztője.
- 1996–1999: a Nouvel Observateur főszerkesztője.
- 1991–2018: külpolitikai kommentátor a France Inter rádiónál.
- A L'Express, a Temps és a Libération vezércikk-írója, a La Repubblica, a Gazetta és a l'Espresso állandó munkatársa.

### Európai parlamenti képviselő
A 2019-es európai parlamenti választások során a En Marche! választási lista pártonkívüli jelöltjeként EP-képviselőnek választották. A centrista-liberális Újítsuk meg Európát (Renew Europe) frakció tagja. A külügyi szakbizottság (AFET), az emberi jogi (DROI) albizottság és az EU–Oroszország Parlamenti Együttműködési Bizottságba delegált küldöttség tagja. A kulturális és oktatási szakbizottság (CULT), a Masrek-országokkal fenntartott kapcsolatokért felelős küldöttség és az Unió a Mediterrán Térségért Parlamenti Közgyűlésbe delegált küldöttség póttagja. Szakterülete az Európai Unió keleti és déli szomszédságpolitikája, és az emberi jogok védelme a világon.

## Díjak
- 1981: Albert-Londres-díj
- 1989: Mumm-díj a Géopolitique című könyvéért

## Megjelent könyvei
- Patron Mai. Le Seuil, 1975.
- Eloge de la Tortue. Le Monde, Actualités, 1991.
- Pologne. Philippe Barbey-val közösen, Arthaud, 1992.
- Géopolitique. L'Olivier, 1995.
- L'Europe fédérale. Philippe Labarde-dal közösen, Grasset, Collection: « Pour et Contre », 2002.
- Le Monde est mon métier : Le journaliste, les pouvoirs et la vérité. Jean Lacouture-rel közösen, Grasset, 2007.
- L'an des révolutions arabes: décembre 2010–janvier 2012. Belin, 2012.
- Intime Conviction. Comment je suis devenu européen. Seuil, 2014.
- Dans l'Ivresse de l'histoire. Flammarion, 2017.
- L'Enquête hongroise (puis polonaise, italienne et autrichienne). Flammarion, 2019.

## Fordítás
Ez a szócikk részben vagy egészben  a   Bernard Guetta című francia Wikipédia-szócikk ezen változatának fordításán alapul.  Az eredeti cikk szerkesztőit annak laptörténete sorolja fel. Ez a jelzés csupán a megfogalmazás eredetét és a szerzői jogokat jelzi, nem szolgál a cikkben szereplő információk forrásmegjelöléseként.